# Liste des empereurs lundas
Ceci est une liste des empereurs de l'empire Lunda. L'empire Lunda était un état précolonial d'Afrique centrale centré dans la République démocratique du Congo et dont la sphère d'influence s'étendait jusqu'en Angola et en Zambie. Les Lunda étaient initialement gouvernés par des rois avec le titre de "Mwaantaanga" et signifiant "propriétaires de la terre". Celui-ci devint plus tard "Mwaantayaav" ou "Mwaant Yaav" avec la montée en puissance de Mbala I Yaav.

## Mwaantaangaand duroyaume de Lunda
- Mwaaka (vers 1500 - 1516) [2]
- Yala Maaku (vers 1516 - 1550) [2]
- Kunde (vers 1550 - 1590) [2]
- Nkonda Matit (vers 1590 - 1620) [2]
- Ilunga Tshibinda (règne vers 1620 - 1630) [2]
- Yaav Ier a Yirung (règne vers 1630 - 1660)
- Yaav II a Nawej (règne vers 1660 - 1687)

## Mwaant Yaav de l'Empire Lunda
- Mbal I Yaav (règne vers 1687 - 1719)
- Mukas Munying Kabalond (règne vers 1719 - 1720)
- Muteba Ier Kat Kateng (règne vers 1720 - 1748)
- Mukas Waranankong (règne vers 1748 - 1766)
- Navedzhi Ier Mufa Muchimbunj (règne vers 1766 - 1775)
- Cikomb Yaav Italesh (règne de 1775 à 1800)
- Navedzhi II a Ditend (règne de 1800 à 1852)
- Mulaj a Namwan (règne de 1852 à 1857)
- Cakasekene Naweej (règne en 1857)
- Muteb II a Cikomb (règne de 1857 à 1873)
- Mbal II a Kamong Isot (règne  1873-1874)
- Mbumb I Muteba a Kat (règne de 1874 à 1883)
- Cimbindu a Kasang (règne de 1883 à 1884)
- Kangapu Naweej (règne de 1884 à 1885)
- Mudib (régné de 1885 à 1886)
- Mutand Mukaz (règne de 1886 à 1887)
- Mbal III a Kalong (règne en 1887)

## Mwaant Yaav sous l'État indépendant du Congo
- Mushidi I a Nambing (règne de 1887 à 1907)
- Muteb I a Kasang (règne de 1907 à 1908, en rébellion à partir de 1898)

## Mwaant Yaav sous leCongo belge
- Muteb I a Kasang (règne de 1908 à 1920)
- Kaumbw Diur (règne de 1920 à 1951)
- Yaav a Naweej III (règne de 1951 à 1960)

## Mwaant Yaav sous leKatanga
- Yaav a Nawej III (règne de 1960 à 1962)

## Mwaant Yaav sous laRépublique du Congo
- Yaav a Nawej III (règne de 1962 à juin 1963)
- Mushidi II "Lumanga" Kawel a Kamin (règne de 1963 à décembre 1965)
- Muteb II Mushid (règne de 1965 à 1971)

## Mwaant Yaav sous leZaïre
- Muteb II Mushid (règne de 1971 au 27 novembre 1973)
- Mbumb II Muteb (règne de 1973 à 1984)
- Kawel II (règne de 1984 à 1997)

## Mwaant Yaav sous laRépublique démocratique du Congo
- Kawel II (règne de 1997 au 27 janvier 2005)
- Moushid III (règne depuis 2005)